# Centro Americano de Estudos da Mongólia

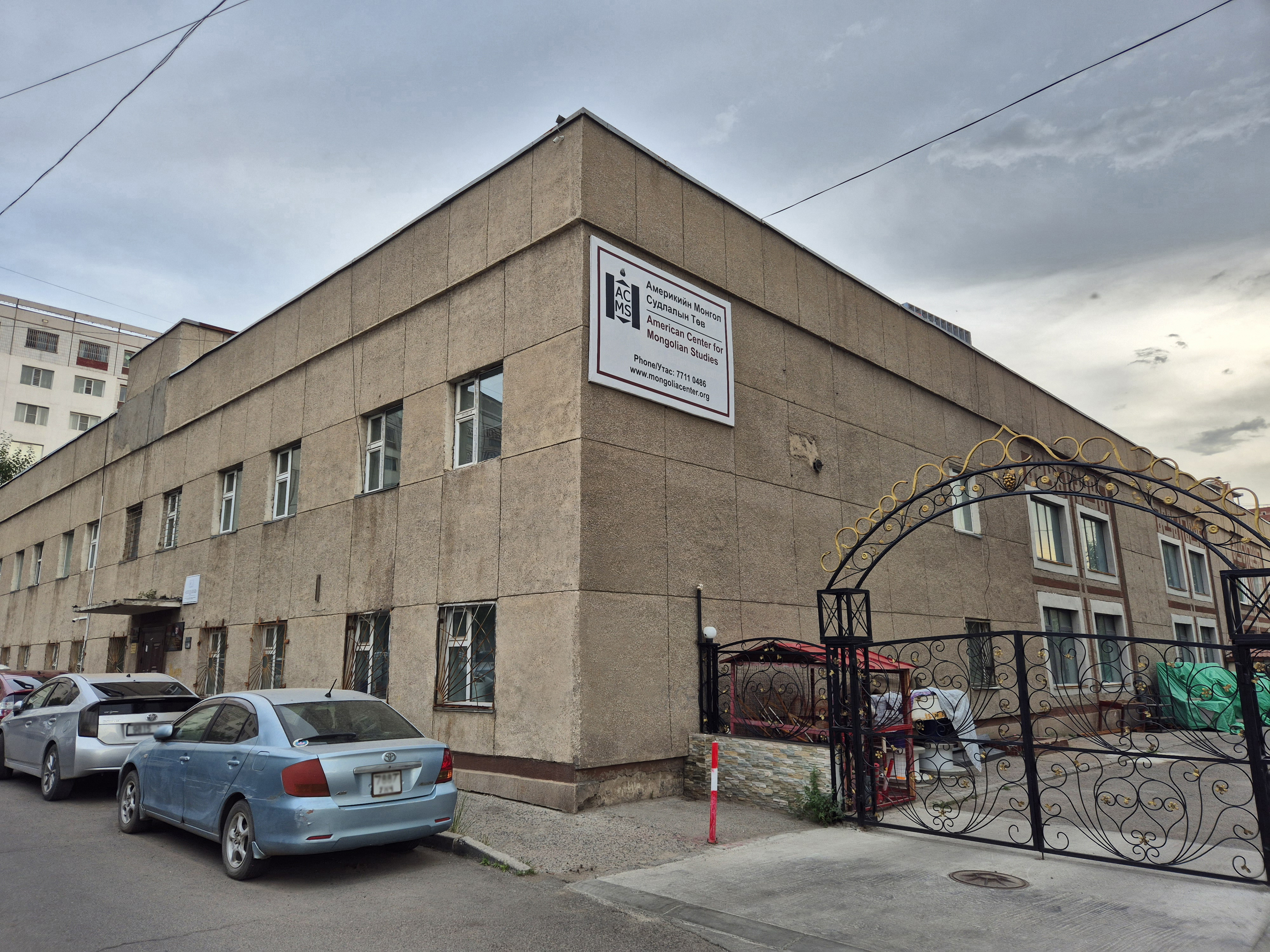
Centro Americano de Estudos da Mongólia

O Centro Americano de Estudos da Mongólia (ACMS) é uma organização acadêmica sem fins lucrativos registrada nos EUA 501(c)3 que promove pesquisas e bolsas de estudos na Ásia Interior, uma ampla região que consiste na Mongólia e partes da China, Rússia e Ásia Central, incluindo a Mongólia Interior, Xinjiang, Buriácia, Tuva e leste do Cazaquistão.
As atividades acadêmicas internacionais na Ásia Interior são muitas vezes conduzidas dentro dos limites de disciplinas específicas porque as oportunidades para discutir e compartilhar pesquisas interdisciplinares são raras. Como resultado, a pesquisa produzida dentro de uma disciplina não está prontamente disponível para pesquisadores de outras disciplinas, e isso cria circunstâncias nas quais o conhecimento valioso sobre a Mongólia e a Ásia Interior é subutilizado.
O Centro Americano de Estudos da Mongólia foi criado para facilitar e coordenar as várias atividades de pesquisa multidisciplinar que ocorrem todos os anos na região. É um consórcio de mais de 30 instituições acadêmicas e culturais na América do Norte e no interior da Ásia, incluindo a Universidade Nacional da Mongólia, a Smithsonian Institution, a Western Washington University, a University of Wisconsin, a Indiana University, a University of California Berkeley e a University of Pensilvânia. Embora semelhante em alguns aspectos à Sociedade da Mongólia na Universidade de Indiana, o ACMS é a única organização acadêmica e de pesquisa focada nos Estudos Mongóis e na Ásia Interior com sede nos EUA, operando um escritório permanente na Mongólia.

## Filiação
O centro é membro do Conselho de Centros de Pesquisa Americanos no Exterior. A organização tem mais de 30 membros institucionais que incluem universidades, museus e outras organizações sem fins lucrativos, educacionais ou culturais. Além disso, o ACMS tem mais de 300 membros individuais e patrocinadores.